# اس‌اس منیستی
اس‌اس منیستی (به انگلیسی: SS Manistee) یک زیردریایی بود. این زیردریایی در سال ۱۹۲۰ ساخته شد.